# Novozélandský dolar
Novozélandský dolar je zákonným platidlem ostrovního státu Nový Zéland. Jeho ISO 4217 kód je NZD. Jedna setina dolaru se nazývá cent. V psaném projevu se zapisuje znakem $, nebo NZ$ pro odlišení od jiných národních měn se stejným názvem dolar. Novozélandský dolar byl uvolněn do oběhu v roce 1967, kdy nahradil novozélandskou libru. Směnný kurz byl 1:2 tzn. 1 libra se změnila na 2 dolary.
Kromě samotného Nového Zélandu je zákonným platidlem i v dalších územích spolutvořících Novozélandské království (Niue, Tokelau, Cookovy ostrovy) a Pitcairnových ostrovech (zámořské území Spojeného království). Cookovy ostrovy souběžně s novozélandským dolarem používají i dolar Cookových ostrovů, což je lokální varianta novozélandského dolaru, která je platná pouze na Cookových ostrovech a je pevně navázána na novozélandský dolar.

## Mince a bankovky
- Mince novozélandského dolaru mají hodnoty 10, 20 a 50 centů, dále 1 a 2 dolary. Na aversní straně mincí všech nominálních hodnot je podobizna Alžběty II. Na reversní motivy novozélandské historie, kultury a přírody.[2]
- Bankovky jsou vydávány o nominálních hodnotách 5, 10, 20, 50 a 100 dolarů.[3] Dřívější papírové bankovky byly nahrazeny polymerovými bankovkami.

| Hodnota | Rozměry        | Hlavní barva | Motiv                                                                  | Motiv                                                                                    | Motiv |
| Hodnota | Rozměry        | Hlavní barva | Avers                                                                  | Revers                                                                                   |       |
| ------- | -------------- | ------------ | ---------------------------------------------------------------------- | ---------------------------------------------------------------------------------------- | ----- |
| $5      | 135 mm × 66 mm | oranžová     | Sir Edmund Hillary Aoraki/Mount Cook Massey Ferguson tractor           | tučňák žlutooký scenérie Campbellova ostrova                                             |       |
| $10     | 140 mm × 68 mm | modrá        | Kate Sheppard bílé květiny Camellie                                    | kachna měkkozobá scenérie řeky                                                           |       |
| $20     | 145 mm × 70 mm | zelená       | Alžběta II. budova Novozélandského parlamentu                          | ostříž novozélandský vysokohorská scenérie                                               |       |
| $50     | 150 mm × 72 mm | purpurová    | Sir Apirana Ngata Porourangi Meeting House                             | laločník šedý (Kōkako) scenérie jehličnatého lesa                                        |       |
| $100    | 155 mm × 74 mm | červená      | Ernest Rutherford, 1. baron Rutherford z Nelsonu Medaile Nobelovy ceny | pištec žlutý můra Declana egregia pocházející z Jižního ostrova scenérie pobřežního lesa |       |